# Ozorków
Ozorków is een stad in het Poolse woiwodschap Łódź, gelegen in de powiat Zgierski. De oppervlakte bedraagt 15,47 km², het inwonertal 20.731 (2005).

## Verkeer en vervoer
- Station Ozorków

## Geboren
- Samuel Reshevsky (1911-1992), schaker